# Joseph Larmor
Joseph Larmor, född den 11 juli 1857 i Magheragall, County Antrim, Nordirland, död den 19 maj 1942 i Holywood, County Down, var en irländsk fysiker och matematiker.
Larmor var professor vid universitetet i Cambridge.  Han var ledamot av Royal Society i London. Han satt i brittiska parlamentet från 1911 till 1922.

## Priser och utmärkelser
- 1921 Copleymedaljen
- 1915 Royal Medal
- 1914 De Morgan-medaljen